# Белфір
Белфір (рум. Belfir) — село у повіті Біхор в Румунії. Входить до складу комуни Тінка.
Село розташоване на відстані 412 км на північний захід від Бухареста, 37 км на південь від Ораді, 126 км на захід від Клуж-Напоки, 121 км на північний схід від Тімішоари.

## Населення
За даними перепису населення 2002 року у селі проживали 570 осіб.
Національний склад населення села:
| Національність | Кількість осіб | Відсоток |
| -------------- | -------------- | -------- |
| угорці         | 411            | 72,1%    |
| цигани         | 99             | 17,4%    |
| румуни         | 59             | 10,4%    |

Рідною мовою назвали:
| Мова      | Кількість осіб | Відсоток |
| --------- | -------------- | -------- |
| угорська  | 410            | 71,9%    |
| циганська | 98             | 17,2%    |
| румунська | 60             | 10,5%    |